# Живота Милановић
Живота Милановић, Зил Милано Белица код Јагодине, 16. август 1961 је српски сликар, вајар и конзерватор, припадник Хинду ваишнавске верске заједнице.

## Биографија
Завршио је Уметничку школу „Ђорђе Крстић“ у Нишу, одсек дизајн текстила. Сликарством je почео да се бави 1981, да би се касније заинтересовао и за друге ликовне правце. Од 2012. његова истраживања залазе и у област дигиталне уметности. Званично излаже од 1999. године.
Као самостални конзерватор и рестауратор сарађује у археолошким ископавањима са више научних института и музеја у Србији, а нарочито са Завичајним Музејом у Јагодини.
Најзанимљивији су му били пројекти Археолошког института и Народног музеја из Лесковца Брњичка културна група у лесковачком крају, затим пројекат Археолошког института и Народног музеја из Чачка Сахрањивање под хумкама у чачанском крају, а радио је и на пројектима Археолошког института и Завичајног музеја у Јагодини, као и Народног музеја у Врању и Горњем Милановцу.
Између осталих, један од његових радова, реконструкција праисторијске куће налази се у сталној поставци Завичајног музеја у Јагодини.
Три фигурине ископане на локалитетима у јагодинској општини, за које је израдио реплике, данас се налазе у Фраумузеуму (Frauenmuseum) у Висбадену.
Излагао је на бише самосталних и групних изложби у земљи, као и на групним у иностранству, међу којима су најзначајније у САД, Француској, Чешкој, Словачкој, Мађарској, Црној Гори, Словенији и на Малти.
Почев од 2003, редован је учесник Бијенала наивне и маргиналне уметности, од 2006. учествује на Ликовним колонијама наивне и маргиналне уметности, а од 2016. на Тријеналним манифестацијама наивне и маргиналне уметности – значајних међународних ликовних манифестација у организацији Музеја наивне и маргиналне уметности у Јагодини.
Више радова Зил Милана налази се у Збирци Музеја наивне и маргиналне уметности у Јагодини, а поједина дела заузимају значајно место у оквиру неколико међународних уметничких пројеката попут Landfillart (Ту се налази његова слика Šijamasundara, коју је насликао на раткапни аутомобила) и SeeMe, у Сједињеним Америчким Државама.

## Уметнички опус
Осамдесетих година ХХ века Живота Милановић (Зил Милано) почео је да ствара и формира свој ликовни језик.
Први радови настали су под утицајем надреалистичке струје, која је, тих година, имала јако упориште у јагодинској средини. Клуб ликовних уметника Јагодине (КЛУЈ) био је стециште локалних стваралаца, припадника тадашње старије генерације, који су својим деловањем утицали на стварање богатог ликовног живота у граду, али и шире. Зил Милано је примио утицај групе која је стварала у духу надреализма. Надреализам је за њега био идеја водиља, која га је, преко концептуализма, поп-арта и дадаизма, довела до арт брута. Стваралаштво Зил Милана произилази из неконвенционалног ликовног приступа.
Живот у урбаној средини никада није привлачио Зил Милана. Одлука да се врати родно у село, за које каже да га никада није ни напустио, произилазила је из његовог аскетског начина живљења. У природном окружењу, где време губи смисао, он трага за сопственим идентитетом. Хиндуизам, његово религијско убеђење, постаје важан чинилац и инспирација у целокупном животу и раду. Мотиви из традиционалне уметности Индије су скоро увек присутни у његовим радовима.
Склоност ка експериментисању, јака имагинација и истраживачки дух, одликују његово стваралаштво. Уметник се подједнако изражава, у слици и скулптури, различитим ликовним средствима. У сликарству гради препознатљив стил чистих површина и јаких боја. Поједностављује композицију црном, пуном линијом помоћу које наглашава стилизоване, линеарне форме. Зил Милано скоро увек ствара у циклусима у којима понавља варијанте истих фигура.
У изради скулптуре Зил Милано користи дрво у комбинацији са металом, пластиком, сувом земљом или блатом. Такве скулптуре су производ експеримента, односно израз уметникове тренутне преокупације и интересовања. Са истим ентузијазмом он креира инсталације, за чије уобличавање користи одбачене предмете, старе телевизоре, картонске кутије, пластичне кесе, тканине, перле. Његове инсталације оживљавају заборављене ствари дајући им нови живот и другу (уметничку) вредност.
У последњих петнаест година, Зил Милано се изражава и кроз дигитално сликарство. Приступа изради уметничких радова са којима конкурише преко интернет платформи за глобалне међународне пројекте. Његове  дигиталне слике су више пута ушле у ужи избор и биле приказане на дигиталном дисплеју у Њујорку, Мајамију и Паризу.
Почетком ХХI века, Зил Милано успоставља сарадњу са Музејом наивне и маргиналне уметности у Јагодини. Један је од редовних учесника на домаћим и иностраним манифестацијама и изложбама у организацији МНМУ: колонијама, бијеналима и тријеналима. То је прекретница у Милановом стваралаштву јер ће га познанства са уметницима истих или сличних убеђења довести до арт брут стила.
Године 2015, Зил Милано се придружује удружењу Арт Брут Србија. Арт брут остаје његово опредељење, како у стваралачком акту тако и у начину живљења.
Зил Милано, први пут након дугогодишњег стварања и излагања, бива примећен и награђен од стране међународног жирија, на Трећем тријеналу МНМУ – RAW INTUITIVE, 31.октобра 2022.године. Посебно је запажен уметников рад, инсталација у епокси смоли, у форми људског тела.

## Самосталне изложбе
- 08-31.10.2004. Около нас самих (изложба у оквиру музичког фестивала Етномус), Геронтолошки центар - Књижевни клуб „Ђура Јакшић“, Јагодина
- 18-25.10.2007. Рециклиране мисли на картону за рециклажу, Галерија Књижевног клуба „Ђура Јакшић“, Јагодина
- 21.05.2016. Сусрет с уметником: Зил Милано – фантазми у савременој амбалажи (изложба у оквиру међународне манифестације Ноћ музеја), Музеј наивне и маргиналне уметности, Јагодина
- 22.06.2018. Завеса за Ћићолину, Галерија књижевног клуба „Ђура Јакшић“, Јагодина[7]
- 14.05.2022. Сусрети: Зил Милано - Горан Стојчетовић - интерактивни сусрет са уметницима (изложба у оквиру међународне манифестације Ноћ музеја), Музеј наивне и маргиналне уметности, Јагодина
- 26.04.2024. Путем надреализма преко поп арта до арт брута. Нова продукција Зил Милана, Музеј наивне и маргиналне уметности, Јагодина[8][9]

## Групне изложбе
- Детаљ са изложбе Зил Милана у Музеју Наивне и маргиналне уметности у Јагодини, мај 2024. године.09-14.09.1999. Боје милују живот за нови свет, Завичајни музеј, Јагодина
- април - мај 2000. На сва звона - Ликовно стваралаштво у Јагодини 1945–2000, Завичајни музеј, Јагодина
- април 2000. На сва уста, међународна изложба ликовног стваралашта, Завичајни музеј, Јагодина
- 26.06-31.08.2003 Једанаести бијенале наивне и маргиналне уметности, Музеј наивне и маргиналне уметности, Јагодина
- 07- 28.10.2005. Дванаести бијенале наивне и маргиналне уметности, Музеј наивне и маргиналне уметности, Јагодина
- 29.09-13.10.2006. Тринаеста ликовна колонија наивне и маргиналне уметности, Музеј наивне и маргиналне уметности, Јагодина
- новембар 2006. Јесења изложба Клуба ликовних уметника Јагодине, Културни центар, Јагодина
- 22.03-18.04.2007. Наивна и маргинална уметност Србије, Културни центар Србије, Париз;
- 07.06-05.07.2007. Градска уметничка галерија, Софија
- 16.10-16.11.2007. Галерија „Ликовни сусрет“, Суботица
- 11.10.2007-08.01.2008. Тринаести бијенале наивне и маргиналне уметности, Музеј наивне и маргиналне уметности, Јагодина
- 30.09-15.10.2008. Четрнаеста ликовна колонија наивне и маргиналне уметности, Музеј наивне и маргиналне уметности, Јагодина
- 01-29.02.2008. Наивна и маргинална уметност Србије, Галерија савеза академских и примењених уметника, Будимпешта
- 23-30.09.2008. Дворац краља Николе, Бар
- 09.10-15.11.2009. Четрнаести бијенале наивне и маргиналне уметности, Музеј наивне и маргиналне уметности, Јагодина
- 15.02-12.03.2010. Наивна и маргинална уметност Србије, Изложбена дворана Министарства културе Словачке, Братислава
- 15.06-23.06.2010. Петнаеста ликовна колонија наивне и маргиналне уметности, Музеј наивне и маргиналне уметности, Јагодина
- 28.10-28.11.2011. Петнаести бијенале наивне и маргиналне уметности, Музеј наивне и маргиналне уметности, Јагодина
- Детаљ са изложбе Зил Милана у Музеју Наивне и маргиналне уметности у Јагодини, мај 2024. године.18.06.2012. Art Takes Times Square, Times Square, New York[10][11]
- 01.11-20.11.2012. Шеснаеста ликовна колонија наивне и маргиналне уметности, Галерија Куће легата, Београд
- 21.12.2012-31.01.2013. Музеј наивне и маргиналне уметности, Јагодина
- 04-09.12.2012. Art Takes Miami, SCOPE Galleries, Miami Beach[12]
- 25.04-08.06.2013. Outsiders, Културни центар Cp6uje, Париз
- 25.07-10.09.2013. The Story of the Creative, SeeMe Gallery, New York
- 25.09-22.10.2013. Српско наивно и маргинално сликарство, Музеј наивне уметности, Кечкемет
- 05.10.2013. Creatives Rising, SeeMe Gallery, New York
- 06-13.11.2013. Art Takes Paris, Galerie 66, Paris
- 12.11-12.12.2013. Шеснаести бијенале наивне и маргиналне уметности, Велика галерија Дома Војске Србије, Београд
- 24.12.2013-31.01.2014. Музеј наивне и маргиналне уметности, Јагодина
- 07.03.2014. Year in Review, SeeMe Gallery, New York.
- 26.07.2014. SeeMe TakeoverTimes Square, Times Square, New York
- 17.10.-17.11.2014. Седамнаеста ликовна колонија наивне и маргиналне уметности, Музеј наивне и маргиналне уметности, Јагодина
- 22.11-06.12.2014. Naive and Marginal Art of Serbia, Гaлepиja „Pjazza Teatru Rjal“, Валета, Малта
- 17.12.2014-28.02.2015. Наивна и маргинална уметност Србије, Умјетнички центар Outsider, Бар
- 08-30.04.2015. Уметност аутсајдера у Србији, Галерија Куће легата, Београд
- 26.03-17.04.2015. Галерија „Карлов мост“, Праг
- 29.05-15.07.2015. Уметност у духовном егзилу, Велика Галерија Дома Војске Србије, Београд
- 03-07.06.2015. Изложба чланова Уметничког удружења Аrt Вrut Serbia: Ja таквије имам доста, ко камења испод моста (у оквиру Миксер фестивала), Галерија „Штаб“, Београд
- 13.07.2015. The Fifth Annual Exposure Photography Award, Myзej Лувр, Париз
- 08-25.10.2015. Осамнаеста ликовна колонија наивне и маргиналне уметности, Уметнички павиљон „Цвијета Зузорић“, Београд
- 29.10-21.11.2015. Заједнички заштитник (изложба Уметничког удружења Аrt Вrut Serbia у оквиру пројекта Распад СФРЈ), Дом културе Студентски град, Београд
- 01-06.12.2015. Art Takes Miami, SCOPE Galleries, Miami Beach
- 08.06.2016. Creators deserve to be seen (The beatyof art collection), Chachame Gallery, New York
- 01-21.09.2016. Сусрети/Encounters, тематска изложба слика и скулптура, Велика Галерија Дома Војске Србије, Београд
- 01.08.2016. Петнаеста међународна ликовна колонија „Академија Јелена Анжујска“, Галерија „Градац“, Рашка
- 18-26.11.2016. Међународна изложба „Књига - уметнички објекат 3“, Музеј примењене уметности и Пункт за уметнички експеримент, Галерија „Жад“, Београд
- 28.10-21.11.2016. Први тријенале уметности самоуких визионара, изложба међународне манифестације Музеја наивне и маргиналне уметности, Уметнички павиљон „Цвијета Зузорић“, Београд
- 23.06-30.06.2017. Балкански Арт Брут Салон /БАБС, Галерија „Штаб“, Београд
- 26.09-09.10.2017. Деветнаеста ликовна колонија наивне и маргиналне уметности, Уметнички павиљон „Цвијета Зузорић“, Београд.
- 01.11.2017. Анархосиндикалистичка иницијатива - АСИ (изложба уметничке групе Аrt Brut Serbia y oквиpy Конгреса Међународног удружења радника и радница (МУР)), Културни центар „Магацин“ (МКМ), Београд
- 27.03-27.04.2018. Самоуки визионари Србије, Кућа Краља Петра Првог, Београд
- 13.10.2018. Пет година од оснивања Аrt Brut Serbia – Ретроспектива (y oквиpy NOVO DOBA FESTIVAL 2018), Културни центар „Магацин“ (МКМ), Београд
- 12-24.11.2018. Двадесета Ликовна колонија наивне и маргиналне уметности, Културни центар „Град“, Београд
- 27-31.03.2019. The Affordable Art Fair, Metropolitan Pavilion, New York
- 02-09.08.2019. Двадесетпрва ликовна колонија Ехо музике, Дом културе „Стеван Мокрањац“, Неготин
- 29.06-26.07.2019. Двадесета ликовна колонија наивне и маргиналне уметности, Културни центар, Златибор
- 16.07-08.08.2019. Отисак креативне подсвести, Галерија „Критику“, Праг
- 16.10-10.11.2019. Други тријенале уметности самоуких визионара, изложба међународне манифестације Музеја наивне и маргиналне уметности, Уметнички павиљон „Цвијета Зузорић“, Београд
- 15.05-15.06.2020. Ликовне колоније МНМУ 1984-2018, Музеј наивне и маргиналне уметности, Јагодина
- 22.10-04.11.2020. Ликовне колоније МНМУ, Дом културе „Стеван Мокрањац“, Неготин
- 08.05.2022. Из колекције Аrt Brut Serbia, Галерија Факултета савремених уметности, Нови Сад
- 30.09-13.11.2022. Трећи тријенале MHMY – RAW INTUITIVE (изложба међународне манифестације Музеја наивне и маргиналне уметности), Галерија Музеја наивне и маргиналне уметности, Јагодина[13]
- 25.04-15.05.2023. Снага интуиције самоуких, Парохијски дом, Љубљана, Словенија
- 19.10.2023.- 18. 03.2024. Ерос и танатос. Сусрети на другој страни ликовне реалности, Галерија Музеја наивне и маргиналне уметности, Јагодина

## Контроверзе
Иако неоспорног уметничког талента, Живота је у жижу јавности доспео почетком 2000-их због проблема који је имао са нападима хулигана у Јагодини, због своје припадности Хинду Ваишнавској верској заједници, познатијој као Харе Кришна.
Са Хинду религијом сусрео се још 1984. године, која га је одмах привукла и постала његово опредељење за цео живот. Постао је Хинду монах и његово монашко име је Ђаива Дарма Даса. У преводу Дужност живог бића да служи Богу.
Његови родитељи то нису никада разумели, али су прихватили његов избор, међутим у самом граду Јагодини, то његово опредељење није наилазило на добар пријем.
У периоду 2001. до 2007. године док је живео у стану у Јагодини више пута вербално а пет пута је и физички нападан. Задобио је четири ране у стомаку, исечен је по рукама и ногама, урезиван му је крст на глави, прећено му је телефонским позивима и сечена коса.
Након петог напада, 2007. године, Невладина организација ''Иницијатива младих за људска права''  из Београда у Стразбуру је покренула спор.
Држава Србија 2010. године изгубила је случај "Живота Милановић против државе Србије" и била је у обавези да ми на име нематеријалне штете исплати 10.000 евра.
Након тога напади су престали, а он се преселио у родно место Белицу, где у породичној кући живи и ствара.